# Insulele Hawaii
Insulele Hawaii (cunoscute în trecut și ca Insulele Sadwich) constituiesc un arhipelag cu nouăsprezece insule și atoli, precum și alte mici insulițe, dispuse de-a lungul unui lanț pe direcția nord-vest – sud-est în nordul Oceanului Pacific. Numele arhipelagului vine de la cea mai mare insulă care îl compune, Insula Hawaii.

## Galerie de imagini

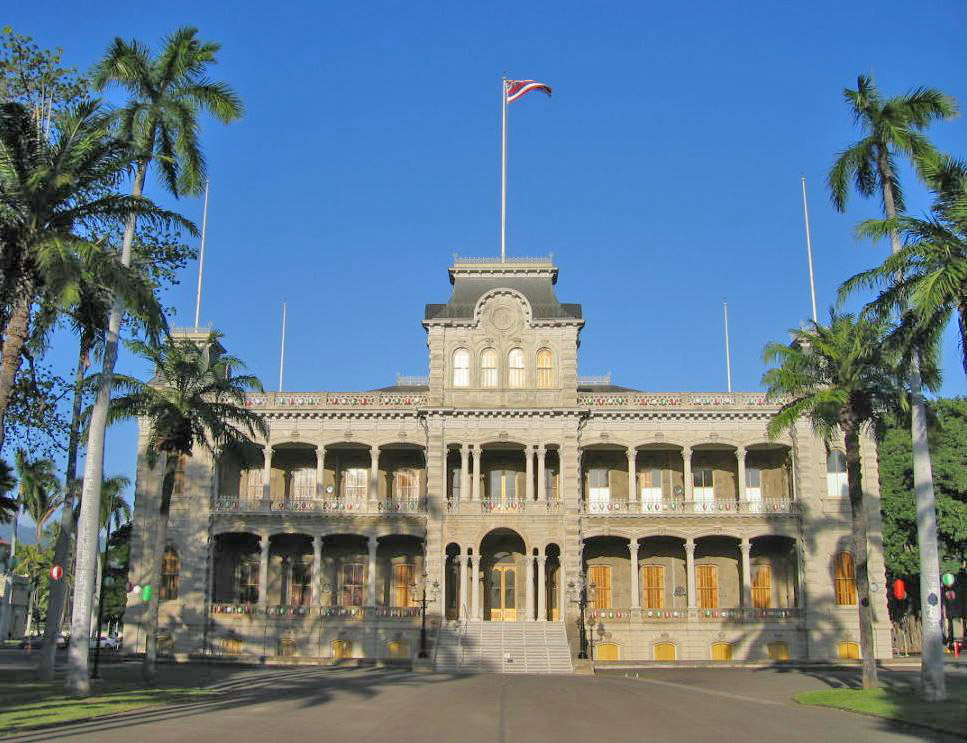
Palatul ʻIolani, Honolulu
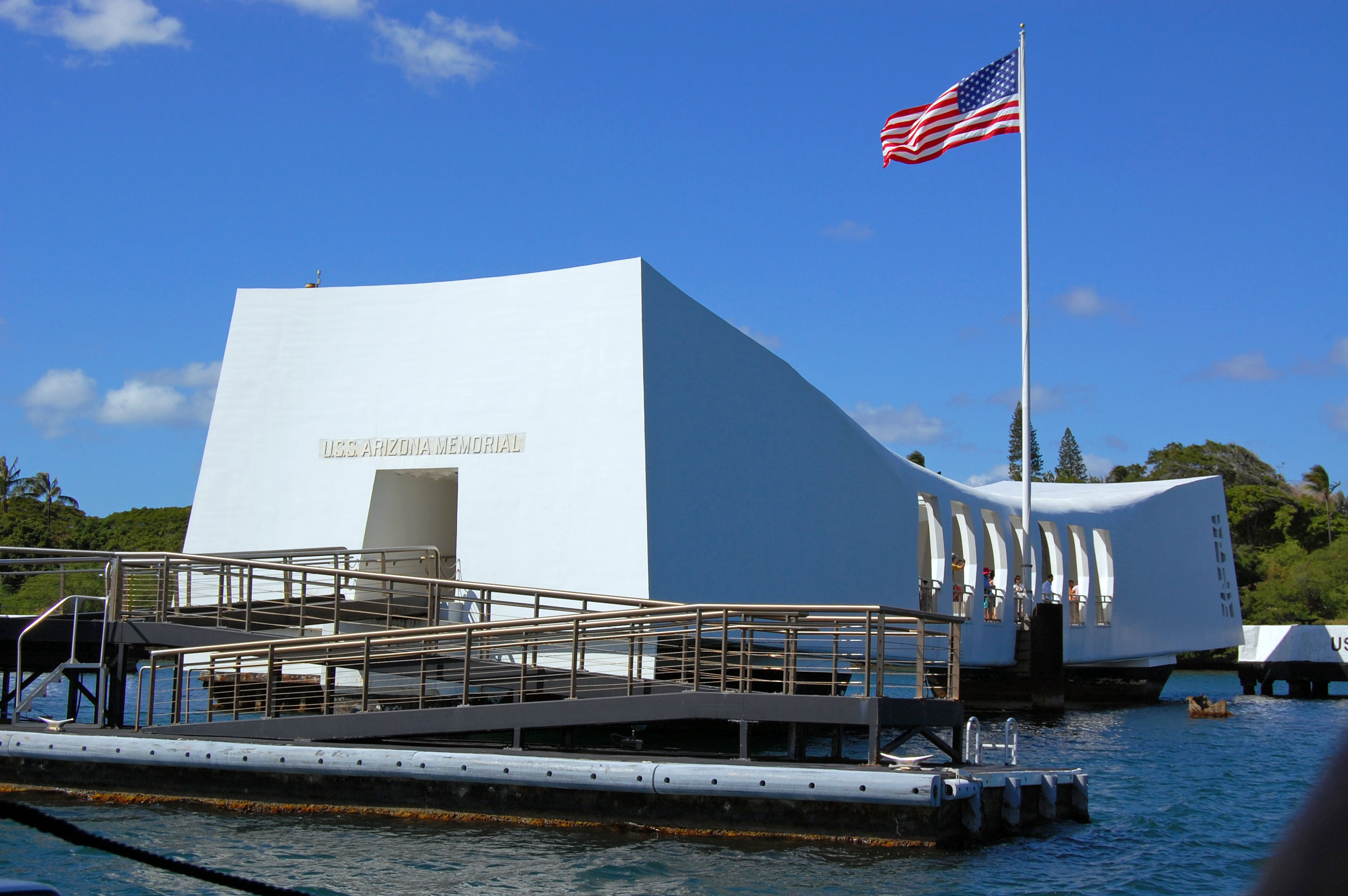
USS Arizona Memorial la Pearl Harbor
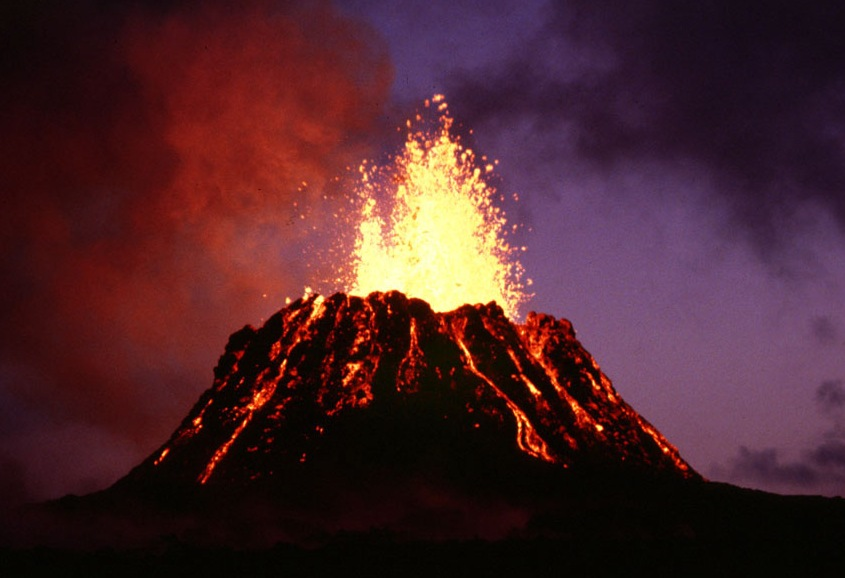
Parcul Național al Vulcanilor
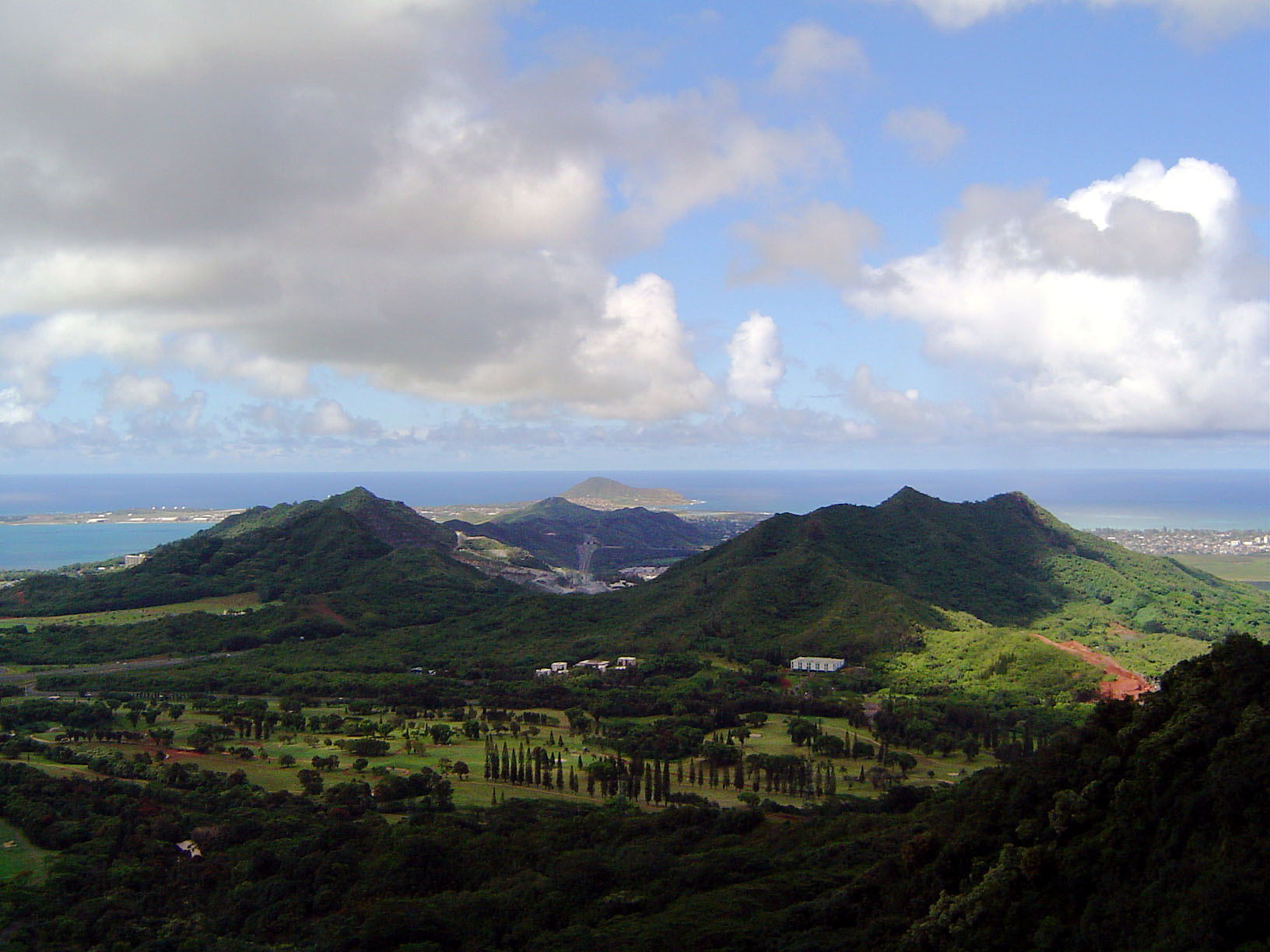
Pali Gap
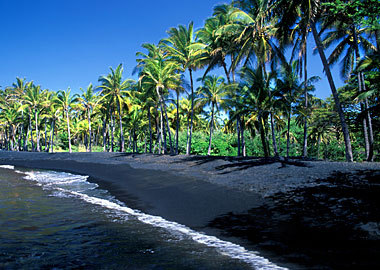
Punalu'u Beach Park
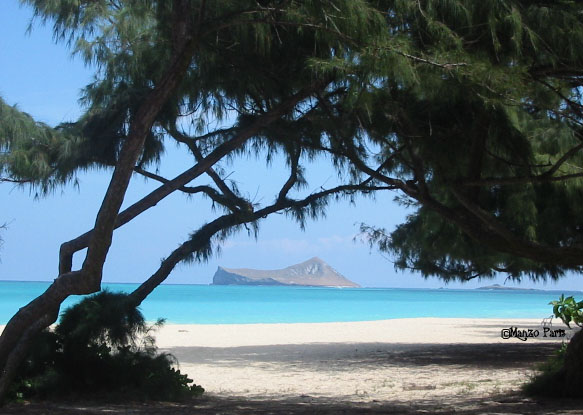
Oahu